# Psalmy przyszłości
Psalmy przyszłości – cykl psalmów napisanych przez Zygmunta Krasińskiego  w Paryżu w latach 1844–1848. Pierwsze trzy części zostały wydane pod pseudonimem literackim Spirydion Prawdzicki w 1845. Całość, składająca się z pięciu psalmów, została opublikowana w 1850 roku. Od 1874 były drukowane pod prawdziwym nazwiskiem autora.

## Układ poematu
Początkowo utwór składał się z trzech części (powstałych w latach 1844–1845):
- Psalm wiary
- Psalm nadziei
- Psalm miłości

W 1846–1848 Krasiński napisał:
- Psalm żalu
- Psalm dobrej woli

## Okoliczności powstania I części cyklu
W maju 1843 roku wydał Krasiński w Paryżu Przedświt. W lipcu w Dreźnie poślubił Elizę Branicką. 15 sierpnia, po pięciu latach nieobecności powrócił do kraju. Przełom roku 1843/1844 spędził częściowo w Opinogórze, częściowo na lustracji majątków, a w większości w Warszawie. W październiku wyjechał na kilka dni do Wierzenicy, majątku Augusta Cieszkowskiego, gdzie przyjaciel zapoznał go z pierwszą redakcją swego traktatu Ojcze nasz. Zawarta w nim synteza historiozoficzna autora, zbieżna z poglądami Krasińskiego, zakładała organiczną ewolucję dziejów ludzkości ku Królestwu Bożemu, bez wstrząsów i rewolucji. Nadchodząca nowa epoka, zainicjowana przez Słowian, miała być epoką powszechnego pojednania i przeanielenia ludzkości. Cieszkowski wierzył jednak w postęp burżuazyjny, nie przypisywał też jakiejś szczególnej roli w tym procesie Polsce. Wierzenickie rozmowy pozwoliły poecie na sprecyzowanie własnego systemu. Zimowe miesiące spędzał samotnie na pracy nad ostateczną redakcją Traktatu o Trójcy. Wtedy też najprawdopodobniej powstał tzw. Polski psalm, pierwszy rzut późniejszego Psalmu nadziei. Krasiński kolportował utwór wśród przyjaciół. Kilkukrotnie też przerabiał go w ciągu najbliższego roku.
Niemały wpływ na ukształtowanie się ideologii Psalmów miał wyjazd pod koniec czerwca 1844 na Zachód: odnowione kontakty z przyjaciółmi, odbyte dyskusje polityczne. W połowie lipca poeta spotkał się w Kolonii z kochanką Delfiną Potocką, swoim natchnieniem: ojcem, siostrą, matką, bratem i księdzem. Wspólna podróż po Niemczech, a potem pobyt w Paryżu, był przy okazji dla Krasińskiego czasem dalszej krystalizacji jego poglądów. Do Warszawy wrócił poeta pod koniec września 1844. Tam też spędził zimę 1844/1845. Już od wiosny 1844 w listach do przyjaciół notował przejawy poniżenia swego ideału uciemiężonego narodu: pogoń za dobrami materialnymi i zyskiem tłumaczone jako drogę do podniesienia godności człowieczej, szerzony z różnych stron strach przed terrorem spiskowców, nicość przedstawicieli młodej arystokracji. Z rezerwą odnosił się do powstającej nowej elity społecznej, opartej na kryterium majątkowym. Obserwował rozwój przemysłu i handlu, zmiany w gospodarce rolnej. Wbrew rozwojowi burżuazji, głosił konieczność zachowania w społeczeństwie tylko dwu grup: arystokracji i ludu. Mimo krytycznej oceny współczesnej młodzieży arystokratycznej, rozwijał ideę wiecznej arystokracji.
Jeszcze jesienią 1844, już po informacjach na temat rozruchów w lubelskiem i aresztowaniu księdza Piotra Ściegiennego, Krasiński nie wierzył w możliwość rewolucji społecznej w Polsce. Przełomem stało się zapoznanie pod koniec 1844 z pracą Henryka Kamieńskiego, wydaną pod pseudonimem Filareta Prawdoskiego, O prawdach żywotnych narodu polskiego. Przeciwstawiając się tezom w nim zawartym, nawołującym do wybuchu wojny ludowej, stworzył pierwszą redakcję utworu Prawdy żywotne, będącego pierwszą wersją Psalmu miłości. Utwór ten otrzymał pełny kształt na początku 1845. Pomysł połączenia utworów w cykl zrodził się prawdopodobnie pod wpływem sugestii Kamieńskiego, że poeta powinien zaintonować ludowi pieśń nadziei i nauczać prawd, które natchną ducha Polski potęgą. Krasiński niewątpliwie podzielał przekonanie Kamieńskiego o doniosłej roli społeczno-politycznej poezji i z jego z inspiracji stworzył cykl utworów wychodzący z przeciwnych pozycji ideowych i wiodący do całkiem odmiennych celów. Psalm wiary, trzecia część cyklu, powstał prawdopodobnie już po skrystalizowaniu się koncepcji całości.

## Publikacja
Pierwsza redakcja całego cyklu była prawdopodobnie ukończona w pierwszych miesiącach 1845. Przez marzec poeta ciężko chorował. W połowie kwietnia wyruszył z Warszawy przez Wierzenicę, Drezno i Wiedeń, prosząc w listach, by jego podróż zachowano w tajemnicy, ze względu na ważne powody, którymi był najpewniej wieziony w bagażu podróżnym rękopis Psalmów. W Wiedniu, gdzie poeta bawił pomiędzy 3 a 14 maja, pośród burzliwych dyskusji z przyjaciółmi, powstała ostateczna redakcja utworu. W czasie gdy podróżował z Delfiną po Francji i Szwajcarii, jego ojciec otrzymał nominację na członka Rady Administracyjnej Królestwa Polskiego, a Kamieński wydał nową pracę: Katechizm demokratyczny. Pod naporem agitacji demokratycznej, wymierzonej przeciw jego klasie zdecydował się, z zachowaniem wszelkich ostrożności na druk Psalmów. Z Heidelbergu prosił Gaszyńskiego o dyskretne wynajęcie mu mieszkania w Paryżu. Przez cały okres swego pobytu w stolicy Francji (20 lipca-17 sierpnia), jako swój adres podawał Hagę. W tym czasie nadzorował druk utworu, który ukazał się ostatecznie w Paryżu na przełomie sierpnia i września.

## Tytuł i pseudonim
Tytuł cyklu w zamierzeniu Krasińskiego stanowił polemikę z Kamieńskim. Utwór miał być świadectwem tego, że siłą żywotną Polski jest nadal szlachta i właśnie jej reprezentant jest najlepiej przygotowany, by zostać piewcą przyszłości. Aluzyjny charakter ma również pseudonim, pod którym Krasiński zdecydował się ogłosić Psalmy – Spirydion Prawdzicki. Imię nawiązuje z jednej strony do Irydiona, z drugiej do jednego z powieściowych arcydzieł George Sand pod tytułem Spirydion, wreszcie do łacińskiego spiro – być natchnionym. Nazwisko z kolei jest wyraźną parafrazą pseudonimu Kamieńskiego – Prawdoski.

## O utworze
Pierwsze trzy psalmy mają charakter historiozoficzny i religijny. Omawiają cnoty teologiczne w życiu współczesnego Krasińskiemu polskiego społeczeństwa. Polemizują z ideami rewolucyjnymi, analizują także ideały miłości i braterstwa, dążenia narodu polskiego (zarówno ludu jak i szlachty).
W pierwszym psalmie drugiej grupy – Psalmie żalu – zwraca się do Juliusza Słowackiego, ustosunkowując się do jego wiersza Do autora trzech Psalmów – Odpowiedź na Psalmy przyszłości. Zarówno w tym utworze jak i w kolejnym – Psalmie dobrej woli (tu w formie modlitwy) nawiązuje Krasiński do ideału nieskalanej Polski, wierząc, że może zmartwychwstać – odzyskać wolność – wyłącznie mocą swojego i narodu ducha. Polemika Słowackiego i Krasińskiego na temat Psalmów przyszłości ma istotne znaczenie literackie. Wiele jej zwrotów weszło do mowy potocznej.